# Mondim de Basto
Mondim de Basto (mõ'dĩ dɨ 'baʃtu) è un comune portoghese di 8 573 abitanti situato nel distretto di Vila Real.

## Società

### Evoluzione demografica
| Popolazione di Mondim de Basto (1801 – 2004) | Popolazione di Mondim de Basto (1801 – 2004) | Popolazione di Mondim de Basto (1801 – 2004) | Popolazione di Mondim de Basto (1801 – 2004) | Popolazione di Mondim de Basto (1801 – 2004) | Popolazione di Mondim de Basto (1801 – 2004) | Popolazione di Mondim de Basto (1801 – 2004) | Popolazione di Mondim de Basto (1801 – 2004) | Popolazione di Mondim de Basto (1801 – 2004) |
| -------------------------------------------- | -------------------------------------------- | -------------------------------------------- | -------------------------------------------- | -------------------------------------------- | -------------------------------------------- | -------------------------------------------- | -------------------------------------------- | -------------------------------------------- |
| 1801                                         | 1849                                         | 1900                                         | 1930                                         | 1960                                         | 1981                                         | 1991                                         | 2001                                         | 2004                                         |
| 2725                                         | 4068                                         | 7641                                         | 8398                                         | 10328                                        | 9904                                         | 9518                                         | 8573                                         | 8470                                         |

## Freguesias
- Atei
- Bilhó
- Campanhó
- Ermelo
- Mondim de Basto
- Paradança
- Pardelhas
- Vilar de Ferreiros